# Стеклянный зверинец (фильм, 1973)
«Стеклянный зверинец» (1973) (англ. The Glass Menagerie) — экранизация знаменитой пьесы Теннеси Уильямса, режиссёра Энтони Харви, с Кэтрин Хепбёрн в главной роли.

## В ролях
- Кэтрин Хепбёрн — Аманда Уингфилд
- Джоанна Майлз — Лаура Уингфилд
- Сэм Уотерстон — Том Уингфилд
- Майкл Мориарти — Джим О’Коннор

## Сюжет
Аманда Уингфилд(Кэтрин Хепбёрн)-женщина, любящая жизнь, но живущая прошлым и не умеющая приспособиться к настоящему. Лаура(Джоанна Майлз)-её дочь, в детстве ставшая калекой, очень замкнутая и стеснительная мечтательница. Её сын — Том(Сэм Уотерстон), ненавидящий свою работу в обувном магазине и посещающий киносеансы, сбегая от реальной обстановки дома и на работе. Вечером слушает одни и те же рассказы своей матери о поклонниках, хорошей и богатой жизни плантаторов и о других её мнимых победах…
Аманда озабочена выгодным замужеством Лауры, и не хочет признавать и видеть как робка и скромна её дочь. Обучение Лауры машинописи не венчается победой — девушка слишком волнуется, ей становится дурно и дрожат руки. Счастлива и спокойна она только дома, где слушает старые пластинки и возится со своим стеклянным зверинцем…
И вот когда к ним на обед приходит Джим(Майкл Мориарти)-друг Тома, в сердце Аманды теплится надежда на выгодный брак её дочери с перспективным молодым человеком. Лаура узнаёт в Джиме своего школьного знакомого, которого когда-то любила. Он быстро заговаривает Лауру, даёт ей совет по избавлению от робости и принятию себя, после чего целует и уходит, сообщив, что помолвлен. А девушка, со вновь вспыхнувшими чувствами, дарит ему на память одну из своих стеклянных игрушек…

## Создатели
- Режиссёр — Энтони Харви
- Художники — Теренс Марш, Алан Томкинс, Патриция Зиппродт
- Композитор — Джон Барри
- Монтажёр — Джон Блум
- Сценаристы — Стюарт Штерн, Теннесси Уильямс
- Продюсеры — Дэвид Сусскинд, Сесил Ф. Форд
- Оператор — Билли Уильямс

## Награды и номинации
Эмми (1974 г.)
- Лучший драматический актёр второго плана (Майкл Мориарти) — Победа
- Лучшая драматическая актриса второго плана (Джоанна Майлз) — Победа
- Лучшая драматическая актриса (Кэтрин Хепбёрн) — Номинация
- Лучший драматический актёр второго плана (Сэм Уотерстон) — Номинация